# Bestwina
Bestwina je vesnice v jižním Polsku ve Slezském vojvodství v okrese Bílsko-Bělá. Leží na řekách Łękawka a Bělá v kopcovité krajině Wilamovského podhůří na malopolské straně historické slezsko-malopolské/haličské zemské hranice. Je sídlem gminy Bestwina. Na západě sousedí s městem Čechovice-Dědice, k němuž byla v letech 1977–1982 přičleněna, a na jihu s Bílskem Bělou. Patří k suburbanní zóně Bílska-Bělé, dojíždějí sem i autobusy bílské MHD (linka 56). Významnou hospodářskou roli v obci hraje rybníkářství, západní částí Bestwiny se táhne velká rybniční soustava přesahující z Žabího kraje na Těšínsku.
První písemná zmínka o obci pochází z roku 1273. Patřila Osvětimskému knížectví a s ním byla součástí nejdřív Českého království, poté v letech 1457–1772 Polska, resp. polsko-litevské říše, a následně Habsburské monarchii. Památkami Bestwiny jsou barokní farní kostel s vzácným zvonem Król Chwały (Král slávy) z roku 1504 a klasicistní zámeček postavený arcivévodou Karlem Ludvíkem Rakousko-Těšínským v letech 1824–1826, ve kterém dnes sídlí obecní úřad. Na bestwinském hřbitově odpočívá arcivévoda Leo Karel Habsbursko-Lotrinský (†  1939).